# Rętwiny-Bogumiłki
Rętwiny-Bogumiłki – osada w Polsce, w województwie kujawsko-pomorskim, w powiecie golubsko-dobrzyńskim, w gminie Radomin.
Do 2005 r. - Bogumiłki. Do 2023 miejscowość była kolonią wsi Rętwiny.
W latach 1975–1998 miejscowość administracyjnie należała do województwa toruńskiego.